# Czukiew
Czukiew (ukr. Чуква, Czukwa) – wieś na Ukrainie w rejonie samborskim obwodu lwowskiego.
W miejscowości znajduje się parafii Narodzenia Najświętszej Maryi Panny, w której proboszczami byli ks. Franciszek Salezy Matwijkiewicz (1881–1894) i ks. Maurycy Turkowski (1899). 
W II Rzeczypospolitej wieś w powiecie samborskim w woj. lwowskim.
W latach 1943–1944 nacjonaliści ukraińscy z OUN-UPA zamordowali tutaj 17 Polaków.
W Czukwi urodzili się Stefan Balicki, Jan Serafin.